# Гудим-Левкович, Павел Павлович
Па́вел Па́влович Гудим-Левкович (1873—1953) — генерал-майор русской императорской армии, военный агент в Греции.

## Биография
Родился в 1873 году: по одним сведениям 6 декабря, по другим — 8 декабря. Происходил из православного дворянского рода Гудим-Левковичей. Сын члена Государственного совета генерала от инфантерии Павла Константиновича Гудим-Левковича и Ольги Ивановны Сухомлиновой.
В 1883—1887 годах учился в Петришуле, затем в Пажеском корпусе, из которого был выпущен в 1894 году, с занесением имени на мраморную доску, подпоручиком в 7-ю полевую конно-артиллерийскую батарею. Позднее был переведен в гвардейскую конно-артиллерийскую бригаду.
Чины: поручик гвардии (1898), штабс-капитан гвардии с переименованием в капитаны ГШ (1901), подполковник (1904), полковник (1907), генерал-майор (1917).
В 1901 году окончил Николаевскую академию Генерального штаба (по 1-му разряду). В 1902—1905 годах состоял обер-офицером для особых поручений при штабе 1-го армейского корпуса. Отбывал цензовое командование эскадроном в лейб-гвардии Кирасирском Её Величества полку (1903—1904).
Участвовал в русско-японской войне, был ранен, награждён несколькими орденами.
Служил штаб-офицером для особых поручений при штабе 1-го армейского корпуса (1905—1906), штаб-офицером для поручений при штабе войск Гвардии и Петербургского военного округа (1906). С декабря 1906 по ноябрь 1908 состоял в распоряжении начальника Генерального штаба. В 1908—1909 годах занимал должность помощника делопроизводителя ГУГШ. С 1906 по 1909 — адъютант великого князя Михаила Николаевича.
В 1909—1916 годах был военным агентом в Греции. С 20 ноября 1916 вновь состоял в распоряжении начальника Генерального штаба.
После революции эмигрировал во Францию. В 1920 году Павел Павлович с супругой приобрели виллу «Ла Мэйон Лонга», что позволило ему реализовать свою мечту — организовать музей русской армии.
Я уже вынашивал идею сбора всего, что могло быть связано с русской императорской армией, а размеры дома позволяли устроить в нём музей. Я стал действовать более активно и в короткий срок заручился «агентами» — бывшими офицерами, обитавшими в Финляндии, Эстонии, Латвии и Польше. Вскоре драгоценные экспонаты стали прибывать со всех сторон.
В январе 1941 года Гудим-Левкович начал переговоры о передаче собрания Датскому Королевскому военному музею. При участии С. Потоцкого и генерал-майора Н. Фогеля весной 1942 года во Франции был подписан контракт. 18 марта 1943 года вагон с ящиками прибыл в Копенгаген, и экспонаты были помещены в музей. Коллекция входит в число крупнейших зарубежных собраний подобного рода и регулярно выставляется для публики.
В 1931 году входил в комитет по организации и проведению в Каннах выставки-продажи художественных произведений и изделий русских, проживающих во Франции. В 1930-е годы поддерживал Национальную организацию витязей (НОВ) и лагерь «Русь». В 1938 провел в Музее Инвалидов выставку фигурок солдат Петра I из своей коллекции. Участвовал в Кружке любителей русской военной старины, в 1948 году выступал на заседании Кружка с воспоминаниями.
Скончался 16 апреля 1953 года в Мандельё-ла-Напуль. Похоронен на местном кладбище.

## Награды
- Орден Святого Станислава 3-й ст. (1902);
- Орден Святой Анны 4-й ст. (1905);
- Орден Святого Владимира 4-й ст. с мечами и бантом (1905);
- Орден Святой Анны 3-й ст. с мечами и бантом (1906);
- Орден Святого Станислава 2-й ст. с мечами (1906);
- Орден Святого Владимира 3-й ст. (1912).

## Семья
Тяжело раненый в живот во время Мукденского сражения, Павел Павлович был отправлен на лечение во Францию, где на вилле «Казбек» великий князь Михаил Михайлович организовал госпиталь для русских офицеров. Там он познакомился с одной из великосветских сиделок — Эвелин Грин (1880—1944), которая была дочерью капитана Филиппа Грина и леди Клементины Августы Спенсер-Черчилль, дочери 6-го герцога Мальборо. Леди Клементина Августа, бывшая в первом браке супругой Джона Пратта, 3-го маркиза Камдена(1840—1872), приходилась кузиной Уинстону Черчиллю. 7 ноября 1906 года состоялось венчание: сначала в церкви Благовещения в окрестностях Марбл-Арч, а затем в часовне при русском посольстве. В браке родились:
- Кира (1907—1975);
- Павел (1910—1984).